# Dipartimento di Ouémé
Il dipartimento di Ouémé è uno dei 12 dipartimenti del Benin, situato nella parte sudoccidentale del Benin, con capitale Porto-Novo e 836 425 abitanti (stima 2006). Nel 1999 dal dipartimento di Ouémé fu creato il dipartimento dell'Altopiano.

## Geografia antropica

### Suddivisioni amministrative
Il dipartimento è suddiviso in 9 comuni:
- Adjarra
- Adjohoun
- Aguégués
- Akpro-Missérété
- Avrankou
- Bonou
- Dangbo
- Porto-Novo
- Sèmè-Kpodji